# Caenocara frontale
Caenocara frontale är en skalbaggsart som beskrevs av Henry Clinton Fall 1905. Caenocara frontale ingår i släktet Caenocara och familjen trägnagare. Inga underarter finns listade i Catalogue of Life.